# Nuclee perihipoglosale
Nucleele perihipoglosale (Nuclei perihypoglossales), sau complexul perihipoglosal, complexul nuclear perihipoglosal, nucleele satelite sunt un grup de celule nervoase în planșeul ventriculului IV cerebral, în imediata apropiere de nucleul nervului hipoglos în substanța cenușie a bulbului rahidian și care conțin celule cu caracteristici sugestive de conexiuni reticulare.
Complexul include trei nuclee: nucleul intercalat (Nucleus intercalatus), nucleul prepositus (Nucleus prepositus) și nucleul lui Roller (nucleul sublingual); nucleul prepositus este cel mai mare. 
Nucleele perihipoglosale primesc fibre aferente de la cortexul cerebral, nucleele vestibulare, nucleele oculomotoare accesorii și formațiunea reticulară pontină paramediană. Fibrele eferente ale acestor nuclee se termină în nucleele nervilor cranieni implicați în mișcarea extraoculară (nucleul oculomotor, trohlear, abducens), cerebel și talamus. 
Nucleele perihipoglosale și conexiunile lor sunt parte a unui circuit complex legat de mișcările ochilor. Leziunile nucleului prepositus afecteze capacitatea de a ține ochii fixați pe o țintă vizuală, deși mișcările conjugate sunt efectuate corect.